# Breynia mollis
Breynia mollis är en emblikaväxtart som beskrevs av Johannes Jacobus Smith. Breynia mollis ingår i släktet Breynia och familjen emblikaväxter. Inga underarter finns listade i Catalogue of Life.